# Cal Doctor (Alella)
Cal Doctor és una masia d'Alella (Maresme) catalogada com a bé cultural d'interès local.

## Història
Antigament es deia Can Pujades de Munt i era la casa pairal dels Pujades, una de les famílies més antigues d'Alella, documentada al segle xiii. Entre els segles xvii i xviii, va ser residència de tres generacions de metges, d'aquí el seu nom.

## Descripció
Consta de planta baixa, un pis i una coberta de dos vessants amb el carener perpendicular a la façana. Destaca especialment el seu eix central, per la finestra coronella al pis, i el gran portal adovellat a la planta baixa, possiblement  del segle xiv. De la mateixa manera resulta interessant destacar el balcó de ferro forjat amb el paviment de rajola suportat per reganyols també de ferro. Els angles són de carreus, i a la part posterior hi ha una gran torre de planta quadrada coronada per merlets.
La façana ha estat restaurada, fent lluir de nou el rellotge de sol esgrafiat, tot i que molt alterat respecte a l'original.